# گیدئون گارتنر
گیدئون گارتنر، (به انگلیسی: Gideon Gartner) (زاده ۱۹۳۵) کارآفرین، سرمایه‌گذار و مدیر ارشد اجرایی آمریکایی اسرائیلی‌تبار است، که در سال ۱۹۷۹ شرکت گارتنر را تأسیس نمود.